# Vuelo 359 de Aeropostal
El vuelo 359 de Aeropostal era un vuelo que cubría la ruta venezolana Mérida - Caracas que se estrelló contra el Páramo de El Canario, en el estado Mérida el 25 de enero de 1971, dejando 13 fallecidos y 34 heridos. Entre los pasajeros estaba un grupo de empleados de Stanhome que participaban de una convención en Mérida.

## Aeronave y tripulación de vuelo
La aeronave empleada en el vuelo 359 era un Vickers Viscount 749, que para 1971 tenía 15 años en servicio en Aeropostal, debido a que el fabricante la entregó a la aerolínea en 1956.
La tripulación del vuelo estaba conformada por el capitán Luis Mendoza García, el copiloto Rafael Fernández Trujillo, que falleció en el accidente y las azafatas Eduvigis Guerra y Norma La Russo.

## Colisión contra el páramo
El vuelo 359 había despegado en horas de la mañana del Aeropuerto Alberto Carnevali de Mérida, pero a los pocos minutos se estrelló contra el páramo de El Canario, muriendo en el lugar 13 de los 47 ocupantes, incluido el copiloto. Los 34 heridos fueron trasladados a Mérida para ser atendidos por sus heridas.

## Reseña televisiva
El 23 de febrero de 2008 este accidente fue reseñado en el micro Historia de accidentes aéreos en Venezuela, del canal Globovisión con motivo del accidente del vuelo 518 de Santa Bárbara Airlines.